# Opere di Diana Wynne Jones
Questa voce fornisce una bibliografia delle opere della scrittrice britannica Diana Wynne Jones.
Per ogni testo si indica la prima edizione nell'originale inglese e, se presente, la prima traduzione in Italiano. 

## Narrativa
Le serie di romanzi interconnessi sono elencate cronologicamente, in base alla data di pubblicazione del primo episodio di ogni ciclo.

### Tetralogia diDalemark
I romanzi sono reciprocamente autoconclusivi e si svolgono in epoche diverse di un medesimo paese immaginario.
1. Cart and Cwidder, Macmillan, 1975.
2. Drowned Ammet, Macmillan, 1977.
3. The Spellcoats, Macmillan, 1979.
4. Crown of Dalemark, Mandarin, 1993.

L'autrice ha successivamente esplicitato che la cronologia interna dei ciclo è la seguente:
1. The Spellcoats
2. Drowned Ammet
3. Cart and Cwidder
4. Crown of Dalemark

### Saga diChrestomanci
La serie consiste di un'esalogia principale di romanzi cui si aggiunge una raccolta di quattro testi brevi; è stata composta originariamente in ordine anacronico e sistematizzata dall'autrice nella ristampa in tre volumi omnibus The Chronicles of Chrestomanci (3 voll., Harper Collins, 2001-2008).
1. Vita stregata (Charmed Life), Macmillan, 1977. Trad. Gianna Guidoni, Le Linci 11, Adriano Salani Editore, 1992. Guardian Children's Fiction Prize; Preis der Leseratten (ZDF Schülerexpress, Germania)
2. Le vite perdute di Christopher Chant (The Lives of Christopher Chant), William Morrow, 1988. Trad. Mariarosa Giardina Zannini, Le Linci 28, Adriano Salani Editore, 1994. – Carnegie Medal commendation
3. Strega di classe (Witch Week), Macmillan, 1982. Trad. Valentina Daniele, Gl'Istrici 190, Adriano Salani Editore, 2003.
4. I maghi di Caprona (The Magicians of Caprona), MacmiIlan, 1980. Trad. Angela Ragusa,  Le Linci 21, Adriano Salani Editore, 1993.
5. Scherzi del destino (Conrad’s Fate), Harper Collins, 2005. Trad. G. Pastorino, I Mondi Fantastici di Salani, Adriano Salani Editore, 2010.
6. The Pinhoe Egg, Harper Collins, 2006.
7. Mixed Magics: Four Tales of Chrestomanci, Harper Collins, 2000. Comprende un romanzo breve e tre racconti:
  - "Warlock at the Wheel", nella raccolta Warlock at the Wheel and Other Stories, Macmillan, 1984.
  - Stealer of Souls, composto appositamente per Mixed Magics. Anche edito in volume singolo in World Book Day Specials, HarperCollins, 2002.
  - "Carol Oneir's Hundredth Dream", nell'antologia Dragons & Dreams: A Collection of New Fantasy and Science Fiction Stories, a cura di Jane Yolen, Martin H. Greenberg e Charles G. Waugh, Harper & Row, 1986.
  - "The Sage of Theare", nell'antologia Hecate's Cauldron, a cura di Susan M. Shwartz, DAW Collectors 469, DAW Books, 1982.

### Trilogia deIl castello errante di Howl
1. Il castello errante di Howl (Howl's Moving Castle), William Morrow, 1986. Trad. Daniela Ventura, Mangazine, Kappa Edizioni, 2002.
2. Il castello in aria (Castle in the Air), Methuen Children's Books, 1990. Trad. Daniela Ventura, Mangazine, Kappa Edizioni, 2006.
3. La casa per Ognidove (House of Many Ways), HarperCollins, 2008. Trad. Francesca Guerra, Kappalab, 2010.

La trilogia è stata riunita nel volume omnibus World of Howl Collection (HarperCollins, 2014), tradotto in italiano come Il castello errante di Howl: La trilogia (Kappalab, 2017).

### Dilogia diMagids
1. Deep Secret, Victor Gollancz Ltd, 1997.
2. La congiura di Merlino (The Merlin Conspiracy), Harper Collins, 2003. Trad. Serena e Valentina Daniele, Mondi Fantastici 1, Adriano Salani Editore, 2004.

### Dilogia diDerkholm
1. Dark Lord of Derkholm, William Morrow, 1998.
2. Year of the Griffin, William Morrow, 2000.

### Romanzi autoconclusivi
Sono elencati sia i romanzi veri e propri sia i romanzi brevi.
- Changeover, Macmillan, 1970.
- Wilkins' Tooth (anche intitolato Witch's Business), Macmillan, 1973.
- The Ogre Downstairs, Macmillan, 1974.
- Dogsbody, Macmillan, 1975. – vincitore del Carnegie Medal
- Gli otto giorni di Luke (Eight Days of Luke), Macmillan, 1975. Trad. Silvia Ricci Nakashima, Kappalab, 2018.
- Power of Three, Macmillan, 1977.
- The Time of the Ghost, Macmillan, 1981.
- The Homeward Bounders, Macmillan, 1981.
- Archer's Goon, Methuen Children's Books, 1984.
- Fuoco e Cicuta (Fire and Hemlock), William Morrow, 1984. Trad. Silvia Ricci Nakashima, Kappalab, 2016.
- La Città del Tempo (A Tale of Time City), William Morrow, 1987. Trad. Serena Scodeller, Kappalab, 2015.
- Wild Robert, Mammoth, 1989.
- Black Maria (anche intitolato Aunt Maria), Methuen Children's Books, 1991.
- A Sudden Wild Magic, William Morrow, 1992.
- Hexwood, Methuen Children's Books, 1993.
- Everard's Ride, nella raccolta Everard's Ride, NESFA Press, 1995.
- The True State of Affairs, nella raccolta Everard's Ride, NESFA Press, 1995.
- Puss in Boots, Scholastic, 1999.
- The Game, Penguin Books, 2007.
- Enchanted Glass, HarperCollins, 2010.
- Earwig e la strega (Earwig and the Witch), HarperCollins, 2011. Trad. Valentina Daniele, Adriano Salani Editore, 2017.
- The Islands of Chaldea, HarperCollins, 2014. Completato postumo da Ursula Jones.

### Racconti pubblicati comechapbook
- Who Got Rid of Angus Flint?, Jesters, Evan Brothers, 1978. Illustrato da John Sewell.
- The Four Grannies, Antelope Books, Hamish Hamilton, 1980.
- Chair Person, Antelope Books, Hamish Hamilton, 1989.
- Yes Dear, HarperCollins, 1992. Iillustrato da Graham Philpott.
- Enna Hittims, Barrington Stoke. 2006.

### Omnibus di romanzi
- Diana Wynne Jones's Fantastical Journeys Collection, HarperCollins, 2015. Comprende The Islands of Chaldea, La Città del Tempo (A Tale of Time City) e The Homeward Bounders.
- Diana Wynne Jones's Magic and Myths Collection, HarperCollins, 2015. Comprende Dogsbody, Gli otto giorni di Luke (Eight Days of Luke), Power of Three e The Game.

### Raccolte di racconti
- Warlock at the Wheel and Other Stories, Macmillan, 1984. Contiene sei racconti autoconclusivi e due del ciclo di Chrestomanci (poi confluiti nel volume tematico Mixed Magics).
- Stopping for a Spell: Three Fantasies, William Morrow, 1993. Comprende tre racconti.
- Everard's Ride, NESFA Press, 1995. Contiene i due romanzi brevi inediti Everard's Ride e The True State of Affairs, cinque racconti e un saggio di critica letteraria tolkieniana.
- Minor Arcana, Victor Gollancz Ltd, 1996. Contiene il romanzo breve The True State of Affairs, cinque racconti autoconclusivi, e uno del ciclo di Chrestomanci (poi confluito nel volume tematico Mixed Magics).
- Believing is Seeing: Seven Stories, William Morrow, 1999. Contiene sei racconti autoconclusivi e uno del ciclo di Chrestomanci (poi confluito nel volume tematico Mixed Magics).
- Unexpected Magic: Collected Stories, Harper Collins, 2004. Contiene il romanzo breve Everard's Ride e quindici racconti.
- Vile Visitors, Harper Collins, 2012. Comprende due racconti illustrati.
- Freaky Families, Harper Collins, 2013. Comprende due racconti illustrati.

### Curatele editoriali
Jones è stata la curatrice delle seguenti antologie di racconti:
- Hidden Turnings, Methuen Children's Books, 1989. Comprende dodici racconti fantastici per l'infanzia.
- Fantasy Stories (anche intitolato Spellbound: Fantasy Stories), Kingfisher Books Ltd, 1994. Comprende diciotto racconti fantastici per l'infanzia.

## Poesie
- Poems, Moondust Books Ltd, 2019.

## Saggistica
- The Skiver's Guide, Knight Books, 1984.
- The Tough Guide To Fantasyland, Vista, 1996; riedizione aggiornata per Penguin Books, 2006.
- Reflections On the Magic of Writing, HarperCollins, 2012.